# معا في المنزل
معا في المنزل (بالإنجليزية: Together at Home)‏ هي سلسلة حفلات افتراضية مستمرة ينظمها موقع Global Citizen لدعم منظمة الصحة العالمية. الغرض الخاص هو تعزيز الابتعاد عن التجمعات بين الناس بسبب جائحة فيروس كورونا 2019-20.
في 18 أبريل 2020، بُثَّت عرض مسبق لمدة ست ساعات عبر الإنترنت مباشرة قبل البث التلفزيوني العالمي. تم استضافة جزء من الحدث عبر الإنترنت عبر YouTube من قبل الممثلة والمقدمة جميلة جميل (في الساعة الأولى)، والممثل ماثيو ماكونهي (الساعة الثانية)، والممثلة داناي غورورا (الساعة الثالثة)، والمغنية بيكي جي (الساعة الرابعة)، والممثلة لافيرن كوكس (الخامسة) ساعة) والممثل دون تشيدل (الساعة السادسة).